# Lista över rollfigurer i Herrskap och tjänstefolk
Rollfigurer i Herrskap och tjänstefolk är en lista över de fiktiva personer som förekommer i den brittiska dramaserien Herrskap och tjänstefolk, producerad 1971–1975 av ITV. Listan är ofullständig och innehåller främst de mest framträdande rollfigurerna.

## Herrskap

### Familjen Bellamy

#### Richard Bellamy
Richard Pemberton Bellamy spelas av David Langton. Han medverkar i 56 av 68 avsnitt och är en av de centrala personerna i serien.
Han är gift med Lady Marjorie Bellamy, med vilken han har barnen James och Elizabeth. Han har en äldre bror, Arthur (John Nettleton), som behandlade honom illa under deras uppväxt, han besöker familjen vid ett tillfälle men de blir då osams och bryter kontakten helt.
Mr Bellamy är underhusledamot för Konservativa partiet och utgör där den liberalare falangen av partiet. Han är gift med den förmögna Lady Marjorie Bellamy av Southwold (född Talbot-Carey) och är på så sätt ingift i den högt stående Southwold-ätten. Bellamy kommer själv från betydligt enklare förhållanden som son till en kyrkoherde på engelska landsbygden. Hans politiska karriär har han till stor del att tacka sina svärföräldrar Lord och Lady Southwold för, som utgör den ledande kärnan av det konservativa partiet. Han har dock svårt att ta till sig vissa av partiets "stockkonservativa" åsikter och finner ofta att han, likt Winston Churchill, mer tenderar att tycka som Liberala partiet. Han röstar ibland mot sin egen övertygelse för att blidka sin fru, men bli med tiden alltmer liberal. Han ges flera viktiga poster i konservativa regeringar med höjdpunkten i sin karriär som marinminister i Balfours regering. År 1917 adlas även Bellamy och tilldelas titeln viscount (vicegreve), vilket ger honom plats i överhuset på livstid. Hans fullständiga titel blir då The Right Honourable Richard Bellamy, Viscount Bellamy of Haversham, efter grannbyn till den by där hans far prästvigdes.
Richard Bellamy är som person rättrådig och kärleksfull. Han är en man av principer, med stor moral och empatisk förmåga. Hans stora samvete, som tillskrivs hans bakgrund som prästson, är inte alltid till hans fördel i societeten och han hamnar i flera prekära situationer för att han kanske snarare känner än tänker som hans advokat Sir Geoffery Dillon uttrycker det.
Förutom sin hustru står han även nära sin dotter Elizabeth samt sin sekreterare (senare svärdotter) Hazel. Sonen James har han alltid haft ett kärvänligt men litet mer svalt förhållande till. De har inte alltid dragit jämnt och sonen haft en betydligt närmare relation till sin mor.

#### Lady Marjorie Bellamy
Lady Marjorie Helen Sybil Bellamy (född lady Marjorie Helen Sybil Talbot-Carey) spelas av Rachel Gurney. Hon medverkar i 21 av seriens 68 avsnitt.
Hon är gift med Richard Bellamy, med vilken hon har barnen James och Elizabeth.
Trots föräldrarnas invändningar gifte hon sig med den enkle prästsonen Richard Bellamy år 1880, de bosatte sig sedan i ett storslaget viktorianskt townhouse som lady Marjories far lord Southwold ägde, med adress 165 Eaton Place, i den fashionabla stadsdelen Belgravia i London. Deras två barn, James, föds 1881 och Elizabeth 1887. Strax före deras giftermål blev Richard underhusledamot för de konservativa, med hjälp av hennes far.
Lady Marjorie är elegant, förnäm och men också vänlig. Hon är noga med att upprätthålla klassdistinktioner och är inte lika bekymrad som sin make över moraliska värden.

#### James Bellamy
James Bellamy spelas av Simon Williams. Han medverkar i 37 av seriens 68 avsnitt.
Han är son till Richard och Lady Marjorie Bellamy.
James verkar som officer. Han har dock svårt att agera ansvarsfullt samt att hantera karriär, pengar och relationer.

#### Elizabeth Bellamy
Elizabeth Bellamy spelas av Nicola Pagett. Hon medverkar i 13 av seriens 68 avsnitt.
Hon är dotter till Richard och Lady Marjorie Bellamy.
Elizabeth skickas till ett internat för flickor i Tyskland, när hon sedan återkommer till hemmet finner hon sitt överklassliv klaustrofobiskt. Hon  engagerar sig politiskt, i socialism och kvinnors rättigheter, utan att riktigt förstå vad hon givit sig in på.

#### Hazel Bellamy
Hazel (född Hazel Patricia Forrest) spelas av Meg Wynn Owen. Hon medverkar i 21 av seriens 68 avsnitt.
Hon medverkar för första gången i avsnittet "Miss Forrest" (i säsong 3), som sekreterare till Richard Bellamy. Hon är en ung kvinna från medelklassen som har försörjt sig som sekreterare under tio år, mot sina föräldrars vilja. James Bellamy attraheras omedelbart av henne, och de gifter sig senare. Klasskillnaden orsakar dock konflikter med Hazels föräldrar, tjänstefolket i Bellamys hushåll och i äktenskapet. Hazel står särskilt nära Richard, Georgina och Rose, medan Hudson aldrig kan acceptera henne på en sådan position.

#### Georgina Worsley
Georgina Worsley spelas av Lesley-Anne Down. Hon medverkar i 22 av seriens 68 avsnitt.
Hon är styvdotter till lady Marjorie Bellamys bror Hugo. Hennes biologiska far dog i en jaktolycka när hon var sex år gammal. Hennes mor och styvfar omkommer vid förlisningen av RMS Titanic 1912, varefter hon flyttar till 165 Eaton Place. Hon tillbringar krigsåren i Frankrike som sjuksköterska.

#### Virginia Bellamy
Virginia Bellamy spelas av Hannah Gordon. Hon är änka till sjöofficer Charles Hamilton (som omkom under första världskriget). 
Hon möter Richard då hon vill ha hans hjälp att upprätta en fond för barn till sjöofficerare som dödats i strid. Ett år senare möts de igen och deras band fördjupas så pass att hon blir Richards hustru 1919.

### Övrigt herrskap

#### Lady Southwold
Lady Mabel Talbot-Carey, lady Southwold, spelas av Cathleen Nesbitt. Hon är mor till lady Marjorie och mormor till James och Elizabeth Bellamy. Hon gifte sig med Walter Hugo Talbot-Carey, en stor godsägare och inflytelserik konservativ politiker i början av 1860-talet. I detta äktenskap fick hon två barn, lady Marjorie och Hugo, lord Ashby, senare earlen av Southwold. 

#### Robert, markisen av Stockbridge
Lord Robert Charles Algernon St. John Stockbridge, markis av Stockbridge spelas av Anthony Andrews. Han är född 1901 och är son till hertigen och hertiginnan av Buckminster. Han är en något motvillig medlem av Georgina Worsley och lady Dollys vilda vänskapskrets. Han och Georgina blir kära i varandra, men hans föräldrar insisterar då på att skicka honom på en lång resa jorden runt. 

## Tjänstefolk

### Mr Angus Hudson
Mr Angus Hudson spelas av Gordon Jackson. Han medverkar i 60 av seriens 68 avsnitt.
Hudson är den korrekte och auktoritäre skotske butlern i familjen Bellamys hushåll på 165 Eaton Place. Hudson är en välutbildad man med arbetarklassbakgrund. Han är son till Ian och Margaret Hudson och har syskonen Donald och Fiona. Han i huvudsak en rättvis och godhjärtad man, känd för sina konservativa åsikter. Hudson känner ett stort ansvar kring att upprätthålla standarden på servicen i det aristokratiska hushållet han verkar i. Han framställs som en föredömlig butler, vars lojalitet till familjen Bellamy är total.

### Mrs Kate Bridges
Mrs Kate Bridges spelas av Angela Baddeley. Hon medverkar i 53 av seriens 68 avsnitt.
Hon är anställd som kokerska på 165 Eaton Place. Mrs Bridges kan te sig bister och bestämd, men är under ytan en snäll och kärleksfull person.

### Miss Maude Roberts
Miss Maude Roberts spelas av Patsy Smart. Hon medverkar i 13 av seriens 68 avsnitt.
Hon är Lady Marjories kammarjungfru och benämns ofta som "Roberts". Hon är hon petig och misstänksam mot de omkring henne, både gällande herrskapet och tjänstefolket. 

### Rose Buck
Rose Buck spelas av Jean Marsh. Hon medverkar i 54 av seriens 68 avsnitt.
Hon är anställd som kammarjungfru hos familjen Bellamy på 165 Eaton Place. Rose föddes på Southwolds stora egendom, där Lady Marjorie också föddes och växte upp. Rose kommer i tjänst som piga vid 13 års ålder. Hon ville till London och tog därför tjänst hos Lady Marjorie. Hon är godhjärtad och lojal men lite naiv.

### Alfred Harris
Alfred Harris spelas av George Innes. Han medverkar i sex av seriens 68 avsnitt.
Han är den första betjänten på Eaton Place, anställd 1895. Men år 1905 tvingas han lämna sin plats efter en skandal. Han återvänder 1913, då han är i behov av ett gömställe.

### Edward Barnes
Edward Barnes spelas av Christopher Beeny. Han medverkar i 46 av seriens 68 avsnitt.
Edward ersätter Alfred som betjänt 1906 och stannar fram till att han beger sig ut i kriget 1915. Edward är en livlig, ärlig och gladlynt ung man som tycker om att skämta och retas.

### Daisy Peel
Daisy Barnes (född Peel) spelas av Jacqueline Tong. Hon medverkar i 32 av seriens 68 avsnitt. Tong nominerades till en Emmy Award för rollen 1975.
Hon är anställd som jungfru hos familjen Bellamy på 165 Eaton Place. Daisy är uppväxt i en fattig familj i Londons slum och är särskilt engagerad i arbetarklassens kamp.

### Lily Hawkins
Lily Hawkins spelas av Karen Dotrice. Hon medverkar i sex av seriens 68 avsnitt.
Hon anländer till Eaton Place våren 1919, för att ersätta Daisy som jungfru. Lily är tystlåten, arbetsam och omtänksam. 

### Thomas Watkins
Thomas Watkins spelas av John Alderton. Han medverkar i sju av seriens 68 avsnitt.
Han anländer till Eaton Place 1909 och blir med tiden chaufför. Thomas kan vara såväl charmerande som väldigt hård, en resursfull man som går sina egna vägar. 

### Sarah Moffat
Sarah Moffat spelas av Pauline Collins. Hon medverkar i 13 av seriens 68 avsnitt.
Sarah påstår sig vara dotter till Albert Moffat och Marianne Dumas, samt barnbarn till Alexandre Dumas. Hon hade en bror, Charlie, som dog som ung, och systern Sophia. Sarah är analfabet och oerfaren, hon kommer till 165 Eaton Place via en byrå för tjänstefolk. Hon blir snabbt och något oväntat vän med hushållets kammarjungfru, Rose.

### Ruby Finch
Ruby Finch spelas av Jenny Tomasin. Hon medverkar i 41 av seriens 68 avsnitt.
Hon är anställd som kökspiga hos familjen Bellamy på 165 Eaton Place. Ruby anländer till Eaton Place kring 1908–1909, hon lämnar platsen 1915 för att bli kanarieflicka i Silvertown. Hon återvänder följande år, efter att fabriken blivit förstörd i Silvertown-explosionen.